# Regulus bulgaricus
Regulus bulgaricus — викопний вид горобцеподібних птахів родини золотомушкових (Regulidae). Існував на межі пліоцену-плейстоцену в Європі. Скам'янілі рештки птаха знайдені поблизу села Виршец на північному заході Болгарії. Відомий лише з решток цілої лівої ліктьової кістки завдовжки 13,3 мм. На основі цього зразка у 1991 році болгарський орнітолог Златозар Боєв описав новий вид та ідентифікував його як представника золотомушкових.

## Філогенія
Можливо, вид був спільним предком золотомушки червоночубої (Regulus ignicapillus) та золотомушки жовточубої (Regulus regulus).